# Wereth
Wereth est un hameau de la commune belge d'Amblève (en allemand : Amel) située en Communauté germanophone et en Région wallonne dans la province de Liège.
Avant la fusion des communes de 1977, Wereth faisait partie de la commune d'Heppenbach.
Au 1er janvier 2016, le hameau comptait 39 habitants.

## Situation
Wereth est implanté sur une colline herbeuse dont le sommet situé au sud du hameau atteint l'altitude de 605 m. Les habitations du hameau (fermes, fermettes et maisons) se succèdent le long de l'unique rue grimpant vers le sommet. Cette rue provient des villages de Valender, Halenfeld et Heppenbach situés dans la vallée de l'Amblève et mène au village d'Herresbach.

## Histoire
Le 17 décembre 1944 à Wereth, onze soldats noirs américains du 333th Field Artillery Battalion sont exécutés après avoir été torturés par des soldats allemands, durant la Bataille des Ardennes. Leur massacre est commémoré chaque année.

## Éoliennes
Entre Valender et Wereth, au lieu-dit Oberhart, cinq éoliennes ont été érigées et mises en service en 2008. Elles ont chacune une hauteur nacelle de 98 m, un diamètre des pales de 82 m et une puissance de 2 000 kw.